# Bezirk Skałat
Bezirk Skałat – dawny powiat (Bezirk) kraju koronnego Królestwo Galicji i Lodomerii, funkcjonujący w latach 1854–1867. Siedzibą starostwa było miasteczko Skałat.

## Historia
Bezirk Skałat utworzono w ramach reformy uwłaszczeniowej z okresu Wiosny Ludów (1848–1849), która likwidowała jurysdykcję właściciela ziemskiego nad poddanymi. W Galicji, dominium – jako podstawowa jednostka administracyjna i filar systemu feudalnego straciło rację bytu. Konieczne stało się zatem wprowadzenie nowego systemu administracyjnego, którego zręby powstały w latach 1851–1855. Nowy trójstopniowy podział administracyjny objął 21 cyrkułów (niem. Kreise), 179 małych powiatów (niem. Bezirke) i ponad 6000 gmin (niem. Gemeinde).
Bezirk Skałat objął obszar o wielkości 6,8 mil², zamieszkany przez 26.108 ludzi i podzielony na 27 gmin katastralnych, w tym dwa miasteczka (Skałat i Tarnoruda). Wszedł w skład cyrkułu tarnopolskiego, jako jeden z jego dziewięciu powiatów. Od wschodu graniczył z Imperium Rosyjskim.
Po nadaniu Galicji autonomii oraz powołaniu samorządu gminnego i powiatowego w 1865 zlikwidowano cyrkuły (Kreise). Dotychczasowe małe powiaty (Bezirke) w liczbie 179, utrzymały się do 1867 roku, kiedy to w następstwie kolejnej reformy administracyjnej (23 stycznia 1867) zostały zastąpione przez 74 większych powiatów. Obszar zniesionego Bezirk Skałat  wszedł wtedy w skład nowych powiatów skałackiego i tarnopolskiego (vide podział w tabeli poniżej). 19 czerwca 1867 cztery gminy przeniesiono z powiatu skałackiego do powiatu tarnopolskiego.

## Podział administracyjny (1854)
| Lp. | Gmina jednostkowa           | Powierzchnia | Ludność | Powiat w 1867 po zniesieniu |
| --- | --------------------------- | ------------ | ------- | --------------------------- |
| 1   | Skałat (m)                  | 3310         | 3437    | skałacki                    |
| 2   | Skałat Stary                | 3456         | 1304    | skałacki                    |
| 3   | Połupanówka                 | 2590         | 869     | skałacki                    |
| 4   | Chmieliska                  | 3131         | 1071    | skałacki                    |
| 5   | Nowosiółka                  | 4341         | 1085    | skałacki                    |
| 6   | Mołczanówka                 | 1405         | 544     | skałacki                    |
| 7   | Kamionki                    | 4280         | 1145    | skałacki                    |
| 8   | Rosochowaciec               | 1398         | 499     | skałacki                    |
| 9   | Kaczanówka                  | 5665         | 2551    | skałacki                    |
| 10  | Iwanówka                    | 4172         | 1419    | skałacki                    |
| 11  | Rożyska                     | 1894         | 710     | skałacki                    |
| 12  | Orzechowiec                 | 3048         | 1009    | skałacki                    |
| 13  | Czerniszówka                | 947          | 610     | skałacki                    |
| 14  | Borki Wielkie               | 4641         | 1348    | skałacki                    |
| 15  | Dyczków                     | 1291         | 508     | skałacki                    |
| 16  | Podsmykowce                 | 1291         | 23      | tarnopolski                 |
| 17  | Krasówka                    | 966          | 301     | skałacki                    |
| 18  | Chodaczków z Konstantynówką | 4031         | 1453    | skałacki                    |
| 19  | Hałuszczyńce                | 2588         | 1128    | skałacki                    |
| 20  | Żerebki Królewskie          | 1413         | 503     | skałacki                    |
| 21  | Żerebki Szlacheckie         | 1123         | 373     | skałacki                    |
| 22  | Kołodziejówka               | 4094         | 1305    | skałacki                    |
| 23  | Panasówka                   | 1485         | 581     | skałacki                    |
| 24  | Krzywe                      | 2339         | 436     | skałacki                    |
| 25  | Horodnica                   | 2267         | 725     | skałacki                    |
| 26  | Tarnoruda (m)               | 375          | 611     | skałacki                    |
| 27  | Faszczówka                  | 1669         | 560     | skałacki                    |

Objaśnienie:
(M) = miasto; (m) = miasteczko